# Kalcidon Agius
Kalcidon Agius (* 19. Oktober 1917 in Naxxar; † 24. Mai 2006) war ein maltesischer Schriftsteller, Dramatiker, Politiker der Partit Laburista (PL) und Sprecher des Repräsentantenhauses (Speaker of the House).

## Leben und Wirken

### Politische Laufbahn
Agius begann seine politische Laufbahn bei der Wahl 1953, bei der er als Kandidat der Partit Laburista zum Abgeordneten des Parlaments gewählt wurde, wo er die Interessen des Wahlkreises 7 vertrat. Bei den Wahlen 1955, 1962, 1966 und 1971 wurde er jeweils als Abgeordneter wieder gewählt.
Im Januar 1978 wurde er als Nachfolger von Nestu Laiviera zum Sprecher des Repräsentantenhauses (Speaker of the House). Im Februar 1982 folgte ihm Daniel Micallef als Speaker of the House. Während seiner Amtszeit war er zweimal zeitweise auch kurzzeitig Präsident der Republik Malta. Darüber hinaus war in seiner Funktion als Parlamentssprecher 1979 Leiter von Delegationen des Repräsentantenhauses bei offiziellen Besuchen in der Volksrepublik China und Rumänien.
Nach seinem Ausscheiden als Parlamentssprecher war er zwischen 1982 und 1984 Justizkommissionär (Commissioner of Justice).

### Schriftsteller und Auszeichnungen
Neben seiner politischen Laufbahn war Agius auch ein überaus produktiver Dramatiker und Schriftsteller, dessen Stücke häufig im Radio- und Fernsehprogramm des Senders Xandir Malta ausgestrahlt wurden. Zu seinen bekanntesten Arbeiten zählen:
- Provli Lejn in-Nar. 1975.
- Rikatt. 1979.
- Boomerang. 1980.
- Riperkussjonijiet. 1981.
- Delitt fil-Kamra tal-Banju. 1982.

Für seine Verdienste um die maltesische Politik und Kultur wurde er 1996 zum Ritter (Companion) des Nationalen Verdienstordens (National Order of Merit (KOM)) geschlagen.
Neben ihm würdigte das Repräsentantenhaus auch zwei weitere im Jahr 2006 verstorbene Speaker of the House: Joseph M. Baldacchino und Jimmy Farrugia.